# Metabiantes montanus
Metabiantes montanus – gatunek kosarza z podrzędu Laniatores i rodziny Biantidae.

## Występowanie
Gatunek został wykazany z Zairu.